# Conflicto entre Estado Islámico y el talibán
El conflicto entre Estado Islámico y el talibán es un conflicto armado iniciado por las pugnas entre Estado Islámico del Gran Jorasán (ISIS-K) y el movimiento talibán, y desde 2021, entre la insurgencia del ISIS-K y el Emirato Islámico de Afganistán. El conflicto se intensificó cuando militantes afiliados al Estado Islámico del Gran Jorasán mataron a Abdul Ghani, un alto comandante talibán en la provincia de Logar el 2 de febrero de 2015. Desde entonces, los talibanes y el Estado Islámico del Gran Jorasán se han involucrado en sangrientos enfrentamientos entre sí por el control del territorio, principalmente en el este de Afganistán, pero también por parte de células en el noroeste y suroeste.
La Red Haqqani apoya a los talibanes, mientras que el Estado Islámico cuenta con el apoyo del Alto Consejo del Emirato de Afganistán, Frente Mullah Dadullah y el Movimiento Islámico de Uzbekistán (facción pro-isis).

## Antecedentes
Durante la insurgencia de los talibanes, en enero de 2015, el Estado Islámico estableció una filial en el antiguo territorio de Jorasán, que incluye Afganistán, llamada Estado Islámico del Gran Jorasán. Su principal objetivo era ocupar Jorasán y volverla parte de su califato, algo que los talibanes no desean.

## Historia de enfrentamientos

### 2015
El 2 de febrero, militantes afiliados al Estado Islámico del Gran Jorasán asesinaron a Abdul Ghani, un comandante talibán, en la provincia de Laugar .
El 26 de mayo, Asif Nang, gobernador de la provincia de Farah, dijo que los talibanes han estado luchando contra los militantes del Estado Islámico durante los últimos tres días en la provincia de Farah. El enfrentamiento dejó 10 talibanes y 15 militantes del Estado Islámico muertos.
En mayo, militantes del Estado Islámico capturaron a Maulvi Abbas, un comandante talibán que dirigía un pequeño escuadrón de combatientes insurgentes en la provincia de Nangarjar.
En junio, militantes de Estado Islámico del Gran Jorasán decapitaron a 10 combatientes talibanes que huían de una ofensiva militar afgana, según un portavoz del cuerpo del ejército afgano responsable de la región.
El 9 de noviembre estallaron enfrentamientos entre diferentes facciones talibanes en la provincia de Zabul en Afganistán. Los combatientes leales al nuevo líder talibán Akhtar Mansour comenzaron a luchar contra una facción Pro ISIS, liderada por Mullah Mansoor Dadullah. Según funcionarios locales y de seguridad afganos, Akhtar Mansour había enviado hasta 450 combatientes talibanes para aplastar al mulá Mansoor y a elementos del Estado Islámico en Zabul. La facción de Dadullah recibió apoyo del Estado Islámico durante los enfrentamientos, y los combatientes del Estado Islámico también se unieron a la lucha junto a Dadullah, incluidos combatientes extranjeros de Chechenia y Uzbekistán. Dadullah y el Estado Islámico del Gran Jorasán fueron finalmente derrotados por las fuerzas de Mansour. Hajji Momand Nasratyar, gobernador de distrito de Arghandab, dijo que los enfrentamientos tuvieron lugar en tres distritos de la provincia de Zabul y 86 militantes del ISIS y 26 combatientes talibanes murieron en el enfrentamiento. Los talibanes también informaron de haber matado a varios militantes del EI que fueron responsables de la decapitación de siete civiles hazara hace unos días antes.
Hajji Atta Jan, el jefe del consejo provincial de Zabul, dijo que la ofensiva de los combatientes del Mullah Mansour fue tan intensa que al menos tres comandantes del Estado Islámico, todos ellos de etnia uzbeka, se habían rendido. También estaban pidiendo a otros militantes del EI que hicieran lo mismo . Radio Free Europe/Radio Liberty, aunque cita fuentes del sur de Afganistán, informó que unos 70 militantes del EI también fueron capturados en el enfrentamiento por los talibanes.
El 13 de noviembre, Ghulam Jelani Farahi, un jefe de policía afgano, dijo que Mullah Mansoor Dadullah murió en un enfrentamiento con los talibanes.

### 2016
En enero, cientos de combatientes talibanes lanzaron un asalto contra las bases del Estado Islámico del Gran Jorasán en el este de Afganistán. Los combatientes talibanes lograron capturar dos distritos al Estado Islámico en el este de Afganistán, pero no lograron expulsar al grupo de su bastión en el distrito de Nazyan en la provincia de Nangarhar. Ataullah Khogyani, portavoz del gobernador provincial, dijo que 26 militantes del Estado Islámico del Gran Jorasán y 5 combatientes Talibánes murieron en los enfrentamientos en Nangarhar .
El 2 de febrero, Estados Unidos llevó a cabo ataques aéreos contra la estación de radio Estado Islámico del Gran Jorasán en el este de Afganistán. El ataque destruyó la estación de radio y mató a 29 militantes del ISIS-K .
En marzo, las facciones talibanes lideradas por Muhammad Rasul y opuestas a Mansoor comenzaron a luchar contra sus leales en el grupo. Durante los combates, se informó de la muerte de decenas.
El 26 de abril, Hazrat Hussain Mashriqwal, portavoz de la policía provincial, dijo que 10 militantes del Estado Islámico del Gran Jorasán , incluido un comandante del Estado Islámico, y 6 combatientes Talibánes murieron en un enfrentamiento en Nangarhar. 15 militantes del Estado Islámico del Gran Jorasán y 4 combatientes Talibánes también resultaron heridos durante el mismo enfrentamiento, según el portavoz.
El 19 de mayo, funcionarios del gobierno local informaron de que se produjo un enfrentamiento entre el Estado Islámico del Gran Jorasán y los Talibánes en los distritos de Achin y Khogyani de la provincia de Nangarhar. En el distrito de Achin murieron 15 militantes del Estado Islámico y 3 combatientes Talibánes , y el resto en Khogyani. Entre los muertos también se encontraban 4 comandantes Talibánes.
El 13 de agosto, funcionarios de defensa estadounidenses dijeron que el máximo líder de Estado Islámico del Gran Jorasán, Hafiz Saeed Khan, fue asesinado en un ataque con drones el 26 de julio en la provincia de Nangarhar.
El 30 de octubre, Ajmal Zahid, gobernador del distrito de Golestán, dijo que el comandante del EIIL, Abdul Razaq Mehdi, fue asesinado por combatientes talibanes en la provincia de Farah.

### 2017
El 26 de abril, se produjo un enfrentamiento entre Fuerzas Talibanes y Fuerzas del Estado Islámico  cuando los últimos capturaron a tres Narcotraficantes que estaban involucrados en la venta de opio para los Talibánes en la provincia de Jowzjan. Un portavoz de la Policía Nacional Afgana declaró que los talibanes atacaron a las Fuerzas del Estado Islámico  en respuesta, diciendo: "Los enfrentamientos estallaron cuando un grupo de talibanes armados atacaron a militantes de Daesh [para asegurar] la liberación de 3 traficantes de drogas que vinieron aquí para pagar 10 millones de afganis [14.780 dólares] a la Talibanes por un trato ". El portavoz de los talibanes, Zabihullah Mujahid, también había confirmado que se estaban produciendo enfrentamientos con el Estado Islámico en ese momento, sin proporcionar detalles sobre la naturaleza de la pelea o las razones que la iniciaron. Mohammad Reza Ghafori, portavoz del gobernador provincial, dijo que los enfrentamientos entre los Talibanes y el Estado Islámico habían dejado 76 Talibánes y 15 militantes del Estado Islámico muertos. Los militantes del Estado Islámico del Gran Jorasán también se apoderaron de 2 distritos de losTalibánes , según el portavoz.
El 24 de mayo se produjo un enfrentamiento entre los Talibanes y el EI, y en ese momento, según los informes, había sido el enfrentamiento más grande entre los dos con 22 bajas, 13 de las cuales eran combatientes del EI y 9 combatientes del Talibán, según un funcionario Talibán. Los enfrentamientos ocurrieron cerca de la frontera de Irán con Afganistán. Los talibanes habían atacado un campamento del EI en la zona, un comandante del EI, que anteriormente era miembro de los talibanes, dijo que había un acuerdo entre los talibanes y el EI de no atacarse entre sí hasta que hubiera un diálogo. El comandante afirmó que los talibanes habían violado el acuerdo y habían atacado el campamento del EI. El comandante del Estado Islámico también afirmó que el ataque fue coordinado con el ejército iraní y que había iraníes filmando a combatientes del Estado Islámico muertos. La facción disidente de los talibanes, Fidai Mahaz, también ha criticado a los talibanes por su relación con Irán. Días antes de la batalla, los talibanes se reunieron con funcionarios iraníes para discutir cuestiones regionales. Un portavoz de Fidai Mahaz afirmó que la reunión se llevó a cabo a pedido de los talibanes, ya que estaban cansados de la expansión del EI en el país, lo que también preocupaba al gobierno iraní. El portavoz también dijo que los talibanes recibieron 3 millones de dólares en efectivo, 3.000 armas, 40 camiones y municiones de los servicios de inteligencia de Irán, para luchar contra el Estado Islámico del Gran Jorasán cerca de la frontera iraní, aunque un portavoz de los talibanes negó las acusaciones.
El 27 de noviembre, los Talibánes ejecutaron a uno de sus altos mandos por connivencia con el ISIS-K. Una semana antes, los combatientes del Estado Islámico del Gran Jorasán fueron ejecutados en masa por sus compañeros militantes en el distrito de Achin, según un portavoz del gobierno provincial. Sin embargo, el portavoz no proporcionó ningún detalle adicional, y el EIIL tampoco emitió ninguna declaración oficial sobre el asesinato de sus propios miembros.

### 2018
El 20 de junio, después de las conversaciones entre el gobierno ruso y los talibanes, la subsecretaria de Estado estadounidense Alice Wells condenó la posición del gobierno ruso sobre los talibanes que incluía el respaldo al grupo contra el Estado Islámico del Gran Jorasán, afirmando que otorgaba legitimidad a los Talibánes  y desafiaba al reconocido gobierno afgano.
En julio, los talibanes lanzaron una ofensiva contra el Estado Islámico en la provincia de Jowzjan. Según un comandante del EI rendido, los talibanes habían reunido 2.000 combatientes para la ofensiva contra el EI. Los combatientes del Movimiento Islámico de Uzbekistán, que habían jurado lealtad al EIIL, también estaban presentes luchando junto al EI contra los talibanes. Durante los combates, se desplazaron entre 3.500 y 7.000 civiles. A finales de julio, el control de ISIS en la región se redujo a 2 aldeas, todo gracias a la campaña de los talibanes. En respuesta, solicitaron el apoyo del gobierno afgano y también acordaron deponer las armas a cambio de protección de los talibanes. Posteriormente, la Fuerza Aérea afgana llevó a cabo ataques aéreos contra los talibanes a cambio de la rendición de ISIS en la región. El acuerdo entre el gobierno afgano y el Estado Islámico generó controversia posteriormente. El 17 de julio, militantes del EIIL mataron a 15 militantes talibanes e hirieron a otros cinco durante una redada en una casa perteneciente a un comandante talibán en Sar-e Pol. Abdul Qayuom Baqizoi, el jefe de policía de Sar-e Pol, dijo a Associated Press que los combatientes talibanes y del Estado Islámico han estado luchando entre sí en Jowzjan y Sar-e Pol durante más de dos meses, matando a cientos en ambos lados.
En agosto, durante las negociaciones entre el gobierno de Estados Unidos y los talibanes en Doha, los talibanes habían solicitado que Estados Unidos pusiera fin a los ataques aéreos contra los talibanes, además de brindar apoyo al grupo para luchar contra el Estado Islámico.

### 2019
El 22 de junio, un funcionario del gobierno afgano informó de enfrentamientos en Kunar entre los talibanes y el Estado Islámico. El funcionario también afirmó que el ejército afgano había matado a algunos combatientes del EI en la zona y que los talibanes también estaban activos en la zona .
El 29 de junio, el Estado Islámico publicó fotos de armas capturadas a los talibanes. El mismo día, EI publicó un video de sus combatientes renovando su lealtad al difunto a Abu Bakr al-Baghdadi. En el video, los combatientes criticaron a los talibanes por participar en conversaciones de paz y pidieron a los combatientes talibanes que se unieran al Estado Islámico.
El 1 de agosto, la agencia de noticias Amaq afirmó que el Estado Islámico del Gran Jorasán había matado a cinco miembros del Talibán durante los enfrentamientos en Kunar.
El 1 de octubre, ISIS afirmó haber matado o herido a 20 combatientes talibanes en Tora Bora.

### 2020
En marzo de 2020, el Consejo Salafista Afgano bajo su emir, Shaikh Abdul Aziz Nooristani, se reunió con líderes talibanes y prometió lealtad a su movimiento. Los salafistas habían brindado previamente un apoyo crucial a IS-K, pero reconocieron que la posición de este último había decaído mucho después de sus derrotas en Nangarhar y Kunar. El Consejo Salafista, representado por 32 académicos y líderes militares, declaró que de ninguna manera eran leales a Estado Islámico del Gran Jorasán y querían quedar fuera del conflicto entre el Estado Islámico y los talibanes. El liderazgo talibán aceptó el juramento de lealtad, explotándolo en su propaganda.

En octubre de 2020, el ex-reportero de Político, Wesley Morgan, reveló que las fuerzas de operaciones especiales de los Estados Unidos, enemigas de los talibanes desde hace mucho tiempo, habían estado realizando ataques con aviones no tripulados contra Estado Islámico del Gran Jorasán para dar a los talibanes una ventaja en el campo. Según Morgan, se hacía referencia en broma a los operadores como la "Fuerza Aérea Talibán" y, en lugar de comunicarse directamente con los comandantes talibanes, monitorearían las comunicaciones talibanes y decidirían cuándo era el mejor momento para atacar. El 10 de diciembre de 2020, el general Kenneth McKenzie Jr., jefe del Comando Central de EE. UU., confirmó que EE. UU. había ayudado a los talibanes a través de ataques oportunistas con aviones no tripulados y dijo que no coordinaron operaciones con los talibanes, sino que se aprovecharon de que luchaban contra un "grupo común". enemigo" para llevar a cabo sus propias operaciones. El general McKenzie dijo que los ataques ocurrieron varios meses antes, cuando Estado Islámico del Gran Jorasán se mantenía firme en la provincia de Nangarhar y en otras partes del este de Afganistán.

### 2021
Tras la caída de Kabul, los líderes del EIIL-K denunciaron la toma de posesión de Afganistán por los talibanes.
El 16 de agosto, los talibanes informaron que habían matado a unos 150 combatientes del EIIL-K, incluido su exjefe Abu Umar Khurasani, mientras los prisioneros eran liberados de una cárcel de Kabul . En el mes de agosto, muchos militantes de EIIL-K pudieron reincorporarse a las filas de la organización debido a la ola de fugas de prisión en todo el país por parte de los talibanes.
El líder de ISIS-K en escalofriante entrevista con Clarissa Ward describe plan del grupo en Afganistán
El 26 de agosto, se produjo un atentado suicida y un tiroteo masivo cerca de Abbey Gate en el aeropuerto internacional Hamid Karzai en Kabul, Afganistán. El ataque comenzó horas después de que el Departamento de Estado de Estados Unidos les dijera a los estadounidenses que estaban fuera del aeropuerto que se fueran debido a una amenaza terrorista. Al menos 185 personas murieron en los ataques, incluidos 13 militares estadounidenses. Los talibanes condenaron el ataque y dijeron que "los círculos malignos se detendrán estrictamente". Los talibanes anunciaron más tarde que tomarían todas las medidas posibles para capturar al líder del ISIL-KP, Shahab al-Muhajir. El mismo día, Saifullah Mohammed, jefe del CID de los talibanes, dijo a The Times que habían capturado a seis militantes pertenecientes al ISIL-K luego de un tiroteo en el lado occidental de Kabul.
Estados Unidos aseguró que dos objetivos de alto perfil del Estado Islámico murieron y otro resultó herido en el ataque con aviones no tripulado realizado durante el 28 de agosto de 2021 en el este de Afganistán. En una sesión informativa del Pentágono, el mayor general William Taylor precisó que ningún civil había muerto en el operativo. Este ataque fue en repuesta a los atentados del aeropuerto.
El 5 de septiembre, un clérigo salafista influyente, Mullah Abu Obaidullah Mutawakil, fue presuntamente asesinado por los talibanes. Sin embargo, el portavoz de los talibanes negó el papel de los talibanes en el asesinato de Mutawakil. Mutawakil era un simpatizante de ISIL-K y un gran número de sus estudiantes formaban parte de ISIL-K. Los talibanes también clausuraron más de tres docenas de mezquitas salafistas y escuelas religiosas en Afganistán.
El 6 de septiembre, Neda Mohammad, gobernador talibán de la provincia de Nangarhar, prometió seguir luchando contra los militantes del EIIL-K. La provincia de Nangarhar es el bastión de ISIL-K y el gobernador dice que desde que se hizo cargo de Nangarhar, sus fuerzas habían arrestado a 70-80 presuntos militantes pertenecientes al ISIL-K en la provincia de Nangarhar.
El 8 de septiembre, los talibanes mataron a Farooq Bengalzai, un jefe del ISKP para una provincia de Pakistán, en Nimroz, Afganistán.
El 18 de septiembre, siete personas murieron cuando cuatro bombas colocadas por presuntos miembros del IS-KP explotaron en Jalalabad contra patrullas talibanes.
El ISIS-K, el brazo en Afganistán del grupo terrorista Estado Islámico, reivindicó ese domingo a través de su aparato propagandístico Amaq varios atentados llevados a cabo el fin de semana en la ciudad de Jalalabad, en el este del país. El objetivo, eran patrullas de milicianos a cuyo paso explotaron artefactos que, según los terroristas, causaron un total de 15 muertos entre los talibanes.
Dos talibanes y un civil murieron el 22 de septiembre en un ataque contra un puesto de control de las fuerzas del nuevo gobierno en la ciudad de Jalalabad (este), según una fuente de los servicios de seguridad y testigos.
En otro incidente separado, dos combatientes talibanes resultaron heridos cuando intentaban desactivar un artefacto explosivo en Jalalabad, según indicaron vecinos a la AFP.
El portavoz de los talibanes, Zabihullah Mujahid, minimiza la presencia de ISIS-K en Afganistán, ya que los analistas dicen que ISIS-K está utilizando las mismas tácticas de guerra urbana utilizadas anteriormente por los talibanes para luchar contra las fuerzas gubernamentales afganas respaldadas por Occidente. Después del ataque contra el aeropuerto de Kabul el mes pasado, los talibanes prometieron capturar al líder de ISIS-K en Afganistán.
Un soldado talibán muere y siete más resultan heridos en Jalalabad cuando su convoy fue atacado con una bomba colocada al borde de la carretera por el Estado Islámico del Gran Jorasán.
El día 27 de septiembre de 2021, según declaraciones del régimen talibán, El líder de Estado Islámico, Mawlawi Ziya ul-Haq, muere y más de 80 combatientes son arrestados durante redadas realizadas por los talibanes en la provincia oriental de Nangarhar. Las redadas se llevan a cabo cuando ISIL-K había matado a varias personas durante los ataques en Jalalabad en los últimos días.
El día 29 de septiembre de 2021 los talibanes han anunciado el inicio de una operación contra terroristas del Estado Islámico en las provincias de Kabul y Nangarjar, informa el medio local Khaama Press, citando a funcionarios del movimiento que ahora controla Afganistán.
El 1 de octubre de 2021, un vocero del Talibán indicó que Combatientes del Talibán atacaron una guarida del grupo Estado Islámico en la ciudad de Charikar, al norte de Kabul donde mataron y arrestaron a un número no divulgado de milicianos.
El día 2 de octubre de 2021, Al menos cinco personas -dos miembros de las fuerzas de seguridad de los talibanes y tres civiles- murieron y otras dos resultaron heridas en un ataque cometido cerca de un mercado en la provincia oriental de Nangarhar, en un nuevo choque armado en este bastión del grupo yihadista Estado Islámico (EI) en Afganistán. El periodista Sayed Maroof Sadat, dos soldados talibanes y un civil son asesinados por presuntos hombres armados de ISIS-K en Jalalabad después de abrir fuego contra un vehículo.
Cinco soldados paquistaníes mueren a manos de hombres armados que se creen que son miembros de Estado Islámico en la frontera con Afganistán.
El día 3 de octubre de 2021, una explosión a la entrada de la mezquita Eidgah de Kabul deja al menos cinco muertos, donde se realizaba un servicio conmemorativo para la madre del portavoz talibán Zabihullah Mujahid.
Posteriormente Estado Islámico del Gran Jorasán se atribuyó la responsabilidad del ataque, alegando que mataron a varios militantes talibanes. Horas después del ataque, los talibanes afirmaron que habían destruido una célula del ISIS que operaba en Kabul
El 6 de octubre, siete personas, incluido al menos un combatiente talibán, murieron en un ataque con granadas contra una escuela religiosa en la ciudad de Khost. Estado Islámico se atribuyó la responsabilidad.
El 7 de octubre, los talibanes anunciaron que habían arrestado a 4 miembros del Estado Islámico   después de una redada en el distrito de Paghman, al oeste de Kabul. El mismo día, ISIS se atribuyó la responsabilidad de la captura y ejecución de un combatiente talibán en el distrito 2 de Jalalabad.
El 8 de octubre de 2021, hubo un mortífero atentado suicida en Afganistán que deja al menos 55 muertos y más de un centenar de heridos en una mezquita chií en Kunduz, al noreste del país. El responsable fue un militante del Estado Islámico uigur, de nombre Muhammad al-Uyghuri. El Isis posteriormente reivindicó el atentado suicida. Los familiares de las víctimas del atentado condenaron a los terroristas por atacar a civiles.
El 9 de octubre, el portavoz de los talibanes, Suhail Shaheen, anunció que no habría cooperación con Estados Unidos para combatir el Estado Islámico, y dijo que los talibanes "pueden tratar con ISIS de forma independiente".
El 10 de octubre, Estado Islámico  se atribuyó la responsabilidad del asesinato de dos combatientes talibanes en el distrito 7 de Jalalabad.
El 14 de octubre, una bomba mató a un jefe de policía talibán en Asadabad, capital de la provincia de Kunar, Afganistán. También afirman que resultaron heridas 11 personas, incluidos cuatro soldados talibanes.
El 15 de octubre, se produjo la explosión de una bomba en Kandahar, en la mezquita chiita Imam Bargah, que mató al menos a 50 personas e hirió a más de 100 más. ISIS se atribuyó la responsabilidad del ataque.
El 20 de octubre, los talibanes anunciaron que habían arrestado al menos a 250 agentes del Estado Islámico del Gran Jorasán entre mediados de septiembre y mediados de octubre de 2021.
El 23 de octubre, Estado Islámico se atribuyó la responsabilidad de matar a tiros a 2 combatientes talibanes en el Distrito 1 de la ciudad de Jalalabad.
El 24 de octubre, un atentado con bomba en Afganistán ha dejado al menos 2 civiles muertos, 1 siendo un niño, y cuatro heridos. El dispositivo colocado en la carretera en el este de Afganistán estaba dirigido a un vehículo talibán. El mismo día, se informó que Estado Islámico del Gran Jorasán había izado una bandera en un pueblo de la provincia de Uruzgan y que los militantes estaban distribuyendo folletos en las mezquitas de los pueblos cercanos.
El 25 de octubre, 17 personas murieron en enfrentamientos entre hombres armados y fuerzas talibanes en Herat. El mismo día se anunció que Tayikistán y China habían llegado a un acuerdo para que China financiara la construcción de una nueva base militar tayika y que las fuerzas chinas pueden operar completamente una base militar cerca de la frontera afgana.
El 31 de octubre, al menos un centenar de militantes del Estado Islámico del Gran Jorasán supuestamente se rindieron a las fuerzas de seguridad talibanes en la provincia de Nangarhar, como parte de una operación para reprimir la formación insurgente en el país.
En el mes de octubre, un ex oficial del ejército nacional afgano, que recientemente se unió a las filas del Estado Islámico, murió en un enfrentamiento con combatientes talibanes. El exoficial estuvo al mando del depósito de armas y municiones del ejército afgano en Gardez antes de que los talibanes tomaran el poder.
Desde que los talibanes tomaron el poder, la violencia en la provincia de Nangahar se ha intensificado con ataques casi diarios reivindicados por el Estado Islámico. Los talibanes respondieron desplegando 1.300 combatientes adicionales en la provincia en el mes de octubre con el objetivo de aumentar el número de operaciones realizadas contra los combatientes del ISKP en la provincia. Los talibanes también han llevado a cabo redadas nocturnas contra presuntos combatientes del Estado Islámico en la provincia y muchos de los cientos arrestados durante esas redadas han desaparecido o han aparecido muertos. La dura represión de los talibanes en la provincia contra los presuntos combatientes del ISKP ha dado lugar a una serie de violaciones de los derechos humanos por parte de los combatientes talibanes, según los residentes de Nangahar. El Estado Islámico también ha utilizado la dura represión de los talibanes como parte de su propaganda de reclutamiento llamando a los residentes de Nangahar a levantarse y resistir a los talibanes. Los residentes de Nangahar dicen que los combatientes talibanes en la provincia no están familiarizados con el área y no tienen forma de verificar la inteligencia que reciben sobre los objetivos del Estado Islámico. Entonces, los combatientes talibanes han comenzado a matar a cualquier persona sospechosa de trabajar para el Estado Islámico, según los residentes. El Washington Post informa que solo unos pocos combatientes talibanes tienen el entrenamiento o la experiencia necesarios para realizar operaciones de precisión en áreas urbanas. Como los talibanes están más acostumbrados a la guerra de guerrillas, todavía se están ajustando para mantener la seguridad en tiempos de paz.
A principios de noviembre, Estado Islámico en Nangahar estaba asesinando repetidamente a exrepublicanos y figuras pro-talibán y atacaba patrullas con tal frecuencia que el gobierno talibán ordenó a sus combatientes en la provincia que no abandonaran los asentamientos por la noche.
El 2 de noviembre, tuvo lugar el ataque al hospital de Kabul de 2021, donde los asaltantes atacaron el Hospital Militar Daoud Khan con armas de fuego y terroristas suicidas que mataron al menos a 25 personas e hirieron al menos a 50 personas más. Un alto comandante talibán, Mawlawi Hamdullah Mukhlis, murió en el ataque. Era el jefe del cuerpo militar de Kabul y fue uno de los primeros comandantes talibanes "superiores" en ingresar al palacio presidencial afgano abandonado el 15 de agosto. Los talibanes culparon a Estado Islámico por el ataque y afirmaron que mataron al menos a 4 militantes en un tiroteo. El mismo día, Estado Islámico del Gran Jorasán se atribuyó la responsabilidad de matar a un juez talibán en un ataque con armas de fuego en PD-2, Yalalabad.
El 7 de noviembre, al menos 3 miembros de las fuerzas de seguridad talibanes murieron y otros 3 resultaron heridos en una serie de ataques en Jalalabad. "Dos explosiones alcanzaron a los talibanes, luego los militantes del Estado Islámico se involucraron en un tiroteo y finalmente lograron escapar".
El 10 de noviembre, un portavoz de la Dirección General de Inteligencia, el nuevo nombre de la agencia de espionaje afgana bajo el gobierno de los talibanes, dijo a los periodistas en Kabul que habían arrestado a casi 600 miembros del Estado Islámico, incluidos comandantes de “alto rango”.
El 13 de noviembre, al menos 3 personas murieron, incluido el periodista afgano Hameed Saighani, después de que un autobús explotara en una zona de mayoría chiita de la ciudad de Kabul. Posteriormente, Estado Islámico del Gran Jorasán se atribuyó la responsabilidad.
El 14 de noviembre, militantes del Estado Islámico dispararon y mataron a un combatiente talibán en Nangarhar.
El 15 de noviembre, 4 miembros del Estado Islámico y 3 civiles murieron en una incursión talibán en un presunto escondite del ISKP en Kandahar.
El 18 de noviembre, una evaluación de la ONU concluyó que los miembros del Estado Islámico del Gran Jorasán ahora estaban presentes en las 34 provincias de Afganistán.
El 20 de noviembre, 3 combatientes talibanes murieron después de que militantes del Estado Islámico del Gran Jorasán abrieran fuego contra su automóvil en la ciudad de Jalalabad.
El 22 de noviembre, Estados Unidos reveló los nombres y declaró a cuatro líderes principales de Estado Islámico del Gran Jorasán, incluido un financiador de la organización, como terroristas globales especialmente designados (SDGT). El mismo día, Estado Islámico del Gran Jorasán se atribuyó la responsabilidad de disparar y matar a un combatiente talibán y un exagente de inteligencia afgano después de que dispararan contra su automóvil en Jalalabad.
El 25 de noviembre, militantes del Estado Islámico del Gran Jorasán mataron a tiros a dos miembros talibanes en la ciudad de Jalalabad.
El 30 de noviembre, 3 militantes del Estado Islámico del Gran Jorasán murieron en un ataque talibán contra una casa en la ciudad de Jalalabad. Cuatro combatientes talibanes resultaron heridos en la operación.
El 4 de diciembre, Estado Islámico del Gran Jorasán publicó una foto en Telegram que mostraba la explosión de un IED que tuvo como objetivo un vehículo de patrulla talibán en Kabul.
El 5 de diciembre, Estado Islámico del Gran Jorasán se atribuyó la responsabilidad de matar a dos combatientes talibanes después de disparar contra su automóvil en la ciudad de Jalalabad.
El 6 de diciembre, ISKP se atribuyó la responsabilidad de matar a tiros a un combatiente talibán en Taloqan. Este es el primer reclamo de responsabilidad de ISKP en la provincia de Takhar desde la toma del poder por parte de los talibanes.
El 9 de diciembre, durante una entrevista, el portavoz del Emirato Islámico de Afganistán, Zabiullah Mujahid, afirmó que desde la refundación del Emirato Islámico se habían destruido 25 escondites del  y Estado Islámico del Gran Jorasán que habían sido detenidos 670 combatientes del Estado Islámico del Gran Jorasán. También afirmó que “Daesh ya no es una gran amenaza en Afganistán. Era un pequeño grupo que ahora ha sido desmantelado en Kabul y Jalalabad.”
El 14 de diciembre, Nada Al-Nashif, la alta comisionada adjunta de la ONU para los derechos humanos, anunció que los talibanes habían sido responsables de al menos 50 ejecuciones de presuntos miembros del Estado Islámico, incluidos ahorcamientos y decapitaciones. El mismo informe también indicó que los talibanes habían llevado a cabo al menos 72 ejecuciones de exmiembros del personal de seguridad afgano.

### 2022
El 4 de enero, Estado Islámico del Gran Jorasán afirmó haber secuestrado y ejecutado a un "espía" talibán en la región de Mamandra en Nangarhar.
El 16 de enero, Estado Islámico del Gran Jorasán publicó imágenes de uno de sus agentes matando a tiros a un combatiente talibán en Herat.
El 23 de enero, Estado Islámico del Gran Jorasán reivindicó la muerte a tiros de un combatiente talibán en Taloqan.
El 30 de enero, dos combatientes talibanes fueron atacados por pistoleros del Estado Islámico del Gran Jorasán en la región Sarkani de Kunar, en la frontera entre Afganistán y Pakistán. Un combatiente talibán murió y el otro resultó herido.
El 13 de febrero, durante una entrevista televisada con Fareed Zakaria de CNN, el Primer ministro de Pakistán, Imran Khan, insta al mundo a trabajar con los talibanes para resolver la actual crisis humanitaria regional que resultó en parte del conflicto.
El 22 de febrero de 2022, funcionarios de Pakistán reconocieron que el conflicto en curso estaba desestabilizando Afganistán y también amenazando la estabilidad de Pakistán.
El 4 de marzo de 2022, un terrorista suicida del Estado Islámico del Gran Jorasán atacó una mezquita chiita en la ciudad pakistaní de Peshawar y mató a 63 fieles.
El 2 de abril, Estado Islámico del Gran Jorasán afirmó haber bombardeado un vehículo en el que viajaban militantes talibanes con un artefacto explosivo improvisado en el Distrito 5 de Kabul.
En una Nota periodística publicado por la Associated Press, el día 11 de abril de 2022 indica que el Estado Islámico  se transforma y crece su influencia en Pakistán y Afganistán.
Un enfoque concertado en la “guerra de las redes sociales” es fundamental para avanzar en el campo de batalla ideológico, pero también para contrarrestar la influencia de los “encantadores” influenciadores de las redes sociales, declaró ISIS Khorasan en una nueva edición de la revista en inglés del grupo. En su revista "Voice of Khurasan", ISIS Khorasan criticó la gestión y el pensamiento de los talibanes.
El día 19 de abril de 2022, al menos 6 personas murieron y 17 resultaron heridas en ataques con bombas en dos escuelas en Kabul. Los alumnos que acudieron a estos centros pertenecen a la minoría chiita hazara, que es la población que vive en el barrio Dashte Barchi al oeste de la capital afgana. El portavoz talibán del Ministerio del Interior ha advertido que el número de muertos podría aumentar. Varios heridos se encuentran en estado grave. Nadie ha reivindicado de inmediato la responsabilidad de los ataques, pero se sospecha que la filial afgana del Estado Islámico es culpable de los hechos.
La filial afgana del grupo extremista Estado Islámico se atribuyó la responsabilidad de una serie de ataques contra la minoría chií del país durante la semana del 18 al 24 de abril de 2022. El atentado con bomba contra una mezquita y una escuela religiosa en el norte de Afganistán, el 22 de abril de 2022. provocó la muerte de 33 personas, entre ellas estudiantes. A estos ataques se suman los ocurridos en dos centros educativos del barrio de minoría chií hazara de Dashte Barchi, en el oeste de Kabul, que causaron al menos seis muertos y 25 heridos, según datos oficiales. varias explosiones más pequeñas en los últimos días en diferentes partes de Afganistán, incluida otra detonación hoy en un barrio de Kabul que inicialmente no causó víctimas. Ayer también hubo una explosión de una mina al borde de la carretera en la provincia oriental de Nangarhar, que dejó al menos cuatro miembros de las fuerzas de seguridad talibanes muertos y uno herido. En la ciudad de Kunduz, otra detonación contra un vehículo dejó cuatro muertos y 18 heridos, entre ellos niños. Los talibanes anunciaron el arresto de un exlíder de IS-K en la región norteña de Balkh, cuya capital es Mazar-e-Sharif
El viernes 29 de abril de 2022, último día del mes sagrado del Ramadán, se produjo un nuevo ataque contra una mezquita sufí en Afganistán como parte de la ola de violencia que azota al país. La explosión ocurrió en el oeste de la capital, Kabul, durante las oraciones y mató a 50 personas,El grupo Estado Islámico (EI) reivindicó el atentado El mismo día, en horas de la noche, dos torres de alto voltaje en la provincia de Parwan fueron bombardeadas, cortando la electricidad a la capital y las provincias vecinas. Millones de personas en 11 provincias de Afganistán sufrieron apagones el sábado 30 de abril de 2022 después de que dos torres de transmisión de energía fueran voladas al oeste de la capital Kabul.
El día 25 de mayo de 2022, La filial afgana del grupo Estado Islámico se atribuyó la responsabilidad de cuatro atentados ocurridos en Mazar-e Sarif tres contra minibuses y uno contra una mezquita en la capital, Kabul, la cifra de fallecidos son 14 personas y otras fuentes señalan 16.